# Хоменко Володимир Миколайович
Володимир Миколайович Хоменко (нар. 26 липня 1959 року у селі Олексіївка Яготинського району Київської області) — український політик. Голова Чернігівської обласної державної адміністрації з 2007 по 2014 рік.
Освіта вища, закінчив Білоцерківський сільськогосподарський інститут за спеціальністю агрономія.
Кандидат філософських наук. Депутат Верховної Ради України І скликання, Чернігівської обласної ради VI скликання. Заслужений працівник сільського господарства України.
Нагороджений орденами «За заслуги» III ступеня, «За заслуги ІІ ступеня», «За заслуги І ступеня».

## Кар'єрний шлях
- Трудову діяльність розпочав у 1981 році агрономом радгоспу «Сад Поділля», Шаргородський район, Вінницька область.
- З 1983 по 1984 рр. — другий секретар Шаргородського райкому ЛКСМУ.
- З 1984 по 1985 рр. — старший агроном радгоспу «Сад Поділля», Вінницька область, агроном по захисту рослин радгоспу «Жовтневий», м. Васильків, Київська область.
- З 1985 по 1986 рр. — бригадир, старший агроном мехзагону, заступник голови об'єднання — головний агроном-агрохімік Броварського районного ВО «Сільгоспхімія», м. Бровари.
- Протягом 1986 — 1997 рр. працював інструктором сільськогосподарського відділу Броварського міськкому КПУ, м. Бровари, директором відгодівельного радгоспу ім. Кірова, с. Зазим'я Броварського району, реорганізованому в КСП «Нова Україна».
- З 1997 по 1999 рр. — голова Броварської районної державної адміністрації[5][6].
- З 1999 по 2002 рр. — голова Державної податкової адміністрації в Київській області.
- З 2002 по 2005 рр. працював заступником та начальником управління в Державному управлінні справами.
- З 2005 року і до призначення тимчасово виконувачем обов'язків голови Чернігівської обласної державної адміністрації обіймав посади заступника[7][8], першого заступника Керівника Державного управління справами[9][10].
- З 10 липня 2007 року Указом Президента України[11] призначений тимчасово виконувачем обов'язків голови Чернігівської обласної державної адміністрації.
- З 12 жовтня 2007 року Указом Президента України[12] призначений головою Чернігівської обласної державної адміністрації.
- З 20 квітня 2010 року Указом Президента України[13] перепризначений головою Чернігівської обласної державної адміністрації.
- 22 лютого 2014 року подав заяву про відставку в світлі подій, пов'язаних з Майданом.